# أسئلة متكررة

رمز يشير إلى قسم الأسئلة الشائعة (FAQ).

التساؤلات المكررة أو الأسئلة الشائعة أو الأسئلة المتكررة (بالإنجليزية: Frequently Asked Questions)‏ وتختصر باستخدام التعبير (FAQ) هي عبارة عن قائمة من الأسئلة وأجوبتها حيث تجتمع هذه الأسئلة وتتركز على سياق معين وموضوع محدد، وعادةً ما يتم لفظ التعبير (FAQ) باستخدام الأحرف مفردةً بدلاً من لفظها بكلمة واحدة حيث أن اللفظ «أف أيه كيو» أكثر انتشاراً من اللفظ «فاك» وهناك ألفاظ أخرى مشهورة للتعبير (FAQ) ومنها «فاكتس» ((بالإنجليزية: Facts)‏) وتأتي هنا بمعنى «حقائق» وهناك اللفظ «فاكس» ((بالإنجليزية: Fax)‏) وتأتي بنفس المعنى السابق ولكن مع تجاهل حرف التاء في الكلمة أثناء اللفظ والكتابة. واعتماداً على استخدامها فقد تأتي بالمعنى الحرفي -أي الأسئلة الأكثر تكراراً- وقد تأتي أيضاً بمعنى قائمة مجمعة للعديد من الأسئلة المطروحة مع إجاباتها.

## الجذور والأصول
و على الرغم من حداثة تعبير «الأسئلة الأكثر تكراراً» إلا ان مضمونه قديم جداً فعلى سبيل المثال قام ماثيو هوبكنز بكتابة كتابه (اكتشاف الساحرات) في العام 1647 على شكل قائمة من الأسئلة مع إجاباتها بالإضافة إلى أن العديد من التعاليم الدينية وخصوصاً المسيحية منها كانت على شكل أسئلة وإجابات. ومن الأمثلة على ذلك أيضاً ما كتبه الراهب الإيطالي توما الأكويني فيما عرف بسلسلة سوما ثيولوجيكا وكان ذلك في النصف الثاني من القرن الثالث عشر وهي عبارة عن سلسلة من الأسئلة عن الديانة المسيحية حيث قام بكتابة سلسلة لإجاباتها.
و مصطلح «الأسئلة الأكثر تكراراً» هو مصطلح نصي تقليدي اصطلح على استخدامه نتيجة القصور التقني الذي كانت تعاني منه المجموعات البريدية المستخدمة من وكالة الفضاء الأمريكية "ناسا" وذلك في بداية ثمانينيات القرن المنصرم.
و كان من المفترض على المستخدمين الجدد المنضمين للمجموعة البريدية لأربانت الخاصة بأبحاث الفضاء القيام بتنزيل أرشيف الرسائل القديمة عن طريق بروتوكول نقل الملفات أو ما يعرف بأف تي بي (FTP) بهدف قرائته وإيجاد الإجابة على معظم الأسئلة التي تتبادر إلى أذهانهم كمستخدمين جدد ولكن مع التجريب تبين أن هذه الطريقة غير فعالة وأن المستخدمين الجدد كانوأ نادراً ما يقومون بتنزيل الأرشيف وقرائته وعوضاً عن ذلك فقد لجأوا لطرح الأسئلة في المجموعة البريدية ومع تكرار عملية الإجابة الصحيحة أصبح هذا النمط من المساعدة مملاً وشاقاً وأصبح طرح الأسئلة المجابة مسبقاً منافياً لاَداب التصرف التقنية، وعليه تم وضع بعض الضوابط بواسطة مجموعات من مسؤولي أنظمة الحاسوب بحيث يتم البحث والرد بشكل أوتوماتيكي [بحاجة لمصدر].
تم وضع الاختصار FAQ بين عامي 1982 و 1985 بواسطة موظف ناسا يوجين ميا على القائمة البريدية الخاصة بأبحاث الفضاء وتم بعد ذلك تبني المصطلح من قبل مجموعات بريدية أخرى بالإضافة إلى مجموعة يوزنت البريدية وقد تم وضع الأسئلة المتكررة على أسس زمنية ففي البداية تم وضع الأسئلة الأكثر تكراراً على مدار الشهر ومن ثم أصبحت على مدار الأسبوع إلى أن وصلت على مدار اليوم، وأول شخص يقوم بوضع قائمة من الأسئلة المتكررة على أساس الأسبوع كان جيف بوسكانزر حيث كان ذلك على المجموعة البريدية الخاصة بالرسومات على يوزنت وأما يوجين ميا فقد كان أول شخص يقوم بذلك على الأساس اليومي.
و في نفس الفترة الزمنية كان مارك هورتون قد بدأ بتحضير سلسلة من المشاركات الدورية والتي كانت تحاول الإجابة عن الأسئلة البسيطة، وقد تم وضع رسالة ملخصة ودورية في مجوعات يوزنت البريدية حيث كانت هذه الرسالة تحاول التقليل من كم الأسئلة المتكررة والمستمرة مع الإجابات الخاطئة، وعلى يوزنت أيضاً أصبح طرح الأسئلة التي يتم تغطيتها في مقطع «الأسئلة الأكثر تكراراً» المخصصة للمجموعة أمراً معيبا وركيكاً من الناحية التقنية لحسن السلوك والتصرف حيث يدلل طرح هذا السؤال أن صاحبه لم يقم بقراءة قائمة الأسئلة المكررة قبل قيامه بطرحه على الاَخرين، وبعض المجموعات كان لديها «قوائم أسئلة متكررة».

## التطويرات الحديثة
بشكل أصيل فإن التعبير FAQ يرجع إلى «الأسئلة الأكثر تكراراً» ومجموعة الأسئلة وإجاباتها كانت تسمى «قائمة الأسئلة الأكثر تكراراً» أو بتعبير قريب من ذلك، أما اليوم فقد أصبح هذا المصطلح يشير إلى القائمة أكثر من إشارته إلى مجموعة الأسئلة وإجاباتها والنصوص التي تحوي في طياتها شكلاً من أشكال الأسئلة وإجاباتها أصبحت تعرف أيضاً «بالأسئلة الأكثر تكراراً» بغض النظر عن كونها أسئلة مكررة أم لا أو حتى إن احتوت أسئلة لم يتم طرحها بتاتاً.